# 圣菲利贝尔 (科多尔省)
圣菲利贝尔（法語：Saint-Philibert，法語發音：[sɛ̃ filibɛʁ]）是法国科多尔省的一个市镇，位于该省东南部，属于第戎区。

## 地理
圣菲利贝尔（47°12'20"N, 5°0'41"E）面积4.72 平方千米，位于法国勃艮第-弗朗什-孔泰大區科多尔省，该省份为法国中东部省份，北起奥布省，西接涅夫勒省和约讷省，南至索恩-卢瓦尔省，东南接汝拉省，东临上索恩省，东北部与上马恩省接壤。
与圣菲利贝尔接壤的市镇（或旧市镇、城区）包括：热夫雷尚贝坦、日伊莱西托、布鲁万东、莫雷圣但尼。

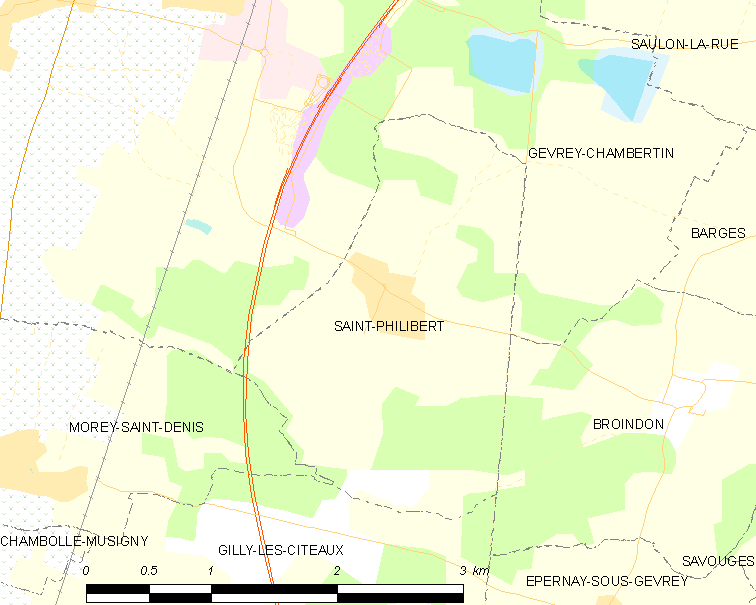
的OSM定位图

圣菲利贝尔的时区为UTC+01:00、UTC+02:00（夏令时）。

## 行政
圣菲利贝尔的邮政编码为21220，INSEE市镇编码为21565。

## 政治
圣菲利贝尔所属的省级选区为尼伊圣乔治县。

## 人口

1962-2008年间人口变化图示

圣菲利贝尔于2022年1月1日时的人口数量为542人。